# Santería (canción)
«Santería» es una canción interpretada por las cantantes Lola Índigo, Denise Rosenthal y Danna Paola. Se lanzó el 28 de agosto de 2020, bajo la distribución de la discográfica Universal Music, como adelanto del segundo álbum de estudio de Lola Índigo.

## Antecedentes y lanzamiento
En abril de 2020, Danna Paola confirma una nueva colaboración junto a las artistas Lola Índigo y Denise Rosenthal, llamada «Santería».

## Composición
El tema fue trabajado por Mango y Nabález, mientras que la mezcla fue llevada a cabo por Mosty. Musicalmente se basa en la música urbana, con el uso de voces comprimidas. Líricamente el tema aborda el empoderamiento, característico  de las tres artistas. «Santería es una invitación a que todas las mujeres se sientan reinas en sus espacios... es una manera de visibilizar el trabajo de compañeras» comentó Denise Rosenthal sobre el tema.

## Vídeo musical
El video musical publicado el mismo día del lanzamiento del sencillo, presenta imágenes de la Acrópolis de México, el Pabellón de Marruecos de la Expo Sevilla y la Cordillera de los Andes en Chile. Fue dirigido por Álvaro Paz.

## Posicionamiento en listas
| Listas (2020)                      | Mejor posición |
| ---------------------------------- | -------------- |
| Chile (Monitor Latino)             | 12             |
| Costa Rica Top 20 (Monitor Latino) | 11             |
| España (PROMUSICAE)                | 15             |

## Certificaciones
| País (organismo certificador) | Certificación | Unidades certificadas |
| ----------------------------- | ------------- | --------------------- |
| España (PROMUSICAE)           | Platino       | 40 000                |

## Premios y nominaciones
| Año  | Premio       | Categoría                          | Resultado | ref.   |
| ---- | ------------ | ---------------------------------- | --------- | ------ |
| 2020 | Premios Musa | Colaboración Internacional del año | Ganadora  | [ 11 ] |

## Historial de lanzamiento
| País   | Fecha                | Formato                     | Discográfica          | Ref.   |
| ------ | -------------------- | --------------------------- | --------------------- | ------ |
| Varios | 28 de agosto de 2020 | Descarga digital, streaming | Universal Music Spain | [ 12 ] |